# Sally Clark
Sally Dorothy Ann Clark (* 11. April 1958 in Palmerston North als Sally Dalrymple) ist eine ehemalige neuseeländische Vielseitigkeitsreiterin.

## Karriere
Clarks internationale Karriere begann 1987 als Teil des neuseeländischen Mannschaft bei der Trans-Tasman Trophy. Für die Olympischen Sommerspiele 1988 galt Clark als potentielle Athletin, jedoch starb ihr Pferd Sky Command, weshalb sie nicht teilnahm. Bei den Olympischen Sommerspielen 1996 in Atlanta gewann sie mit ihrem Pferd Squirrel Hill im Vielseitigkeitsreiten-Einzel die Silbermedaille.
Zwei Jahre später bei den Weltreiterspielen in Rom gewann sie Gold mit der neuseeländischen Mannschaft.